# Batalla de les Landes de Béjarry
La batalla de Landes de Béjarry va tenir lloc entre el 27 de novembre i el 3 de desembre de 1795, prop de Saligny, durant la guerra de Vendée.

## Preludi
Derrotat el 27 de novembre de 1795 a la batalla de Saint-Denis-la-Chevasse, l'exèrcit de la Vendée de Charette es va tornar errant i va intentar evitar les columnes republicanes del general Hoche. A les seves memòries, l'oficial reialista Pierre-Suzanne Lucas de La Championnière escrivia:
| « | "L'enemic ens envoltava per tots costats i el cercle s'estrenyia cada dia; vam reiniciar la marxa que abans ens havia salvat i, posant-nos tot el dia en batalla en grans erms des dels quals veiem lluny, vam creuar durant la nit entre els seus pals". | » |

## Procés
La data del combat als erms de Béjarry —o Boisjarry— no es coneix amb precisió. Segons l'informe de Hoche, va tenir lloc entre el 27 de novembre i el 3 de desembre de 17952. Durant aquesta acció, una part de l'exèrcit de la Vendée dirigit pel segon general Jean-Baptiste de Couëtus va atacar una columna de l'ajudant general Delaage, amb 500 homes forts segons a Lucas de La Championnière. Segons el relat de l'oficial de la Vendée, els republicans van ocupar aleshores un lloc prop de Saligny, a la vora del pantà. Els Vendéans van posar primer a fugir uns quants republicans però el terreny no era favorable als moviments de cavalleria i els patriotes van fugir amb pèrdues lleugeres.

## Pèrdues
A les seves memòries, {nota, A} Lucas de La Championnière indica que l'exèrcit de la Vendée va fer «poc mal a l'enemic».

El 3 de desembre, el general Hoche va escriure al general Grouchy:
| « | "Hem perdut cinquanta-set homes en dos assumptes; La Robrie hi va ser mort, juntament amb diversos altres líders." | » |

L'"Universal Monitor", per la seva banda, dona el dia 18 de Frimaire, és a dir, el 8 de desembre, un balanç de 57 morts i 32 ferits en dues accions contra Charette realitzades al voltant del dia 10. {nota, b}
François Prudent Hervouët de La Robrie, el comandant de la cavalleria de la Vendée, va ser mort per una bala a l'estómac durant aquesta lluita.{nota, c} El seu cos va ser enterrat a Saligny.